# Lago Pergusa
Pergusa è un lago della Sicilia che si trova nelle vicinanze di Enna. Nonostante le relativamente modeste dimensioni riveste grande importanza geologica, faunistica e culturale e in ragione di ciò vi fu istituita una riserva naturale speciale, mentre l'Unione europea ha promosso il lago a sito di interesse comunitario.

## Morfologia
Il lago di Pergusa, conosciuto fin dalla remota antichità, è posto tra un gruppo di alture appartenenti ai monti Erei, che cingono quasi interamente la conca di forma sub-ellittica che accoglie l'invaso. Il lago si trova nel territorio di Pergusa, frazione di Enna e posto a pochi chilometri dal capoluogo. Il bacino risulta essere di modeste dimensioni ma ha una grande importanza geologica, faunistica e culturale e per questo vi è stata istituita la prima riserva naturale speciale della Regione Siciliana, e inoltre è stata individuata come zona di protezione speciale (ZPS).
Il lago è di origine tettonica e ha acque salmastre, nonostante si trovi al centro dell'isola. Il fatto è dovuto soprattutto alla mancanza di emissari e l'acqua che nei millenni ha riempito il bacino lacustre, ne è uscita solamente per evaporazione lasciandovi i sali che nel tempo si erano disciolti dal terreno.
Il lago di Pergusa è endoreico e non possedendo emissari o immissari, si alimenta ancora oggi di acque piovane e di falda. Le sue acque si raccolgono al centro di una conca lacustre che un tempo doveva essere ben più ampia.
Verso la fine del XX secolo, sia per il clima sempre più torrido sia per la pressione antropica (soprattutto i pozzi aperti nella zona), le sue condizioni erano peggiorate a tal punto da determinare l'abbassamento del livello delle acque e il parziale interramento.
Nell'estate del 2024 il lago è sostanzialmente scomparso a causa della perdurante siccità che ha caratterizzato i primi anni '20. Con la scomparsa dell'acqua, oggi la condizione del lago è particolarmente critica e sia la flora che la fauna tipica del luogo stanno subendo gravi danni sia in termini di biodiversità, sia dal punto di vista turistico-ricreativo. L'estensione di 1,8 km² raggiunta nei primi anni 2000, a seguito del riempimento parziale ottenuto con una conduttura artificiale, oggi si riduce a poche decine di m².
Il bacino afferente ha una superficie di circa 12 km² e si estende su altezze che vanno dai 911 metri sul livello del mare di monte Carangiaro ai 667 metri della media del livello del lago. Le aste torrentizie di maggiore afferenza sono il Piano dei Mondelli e il vallone Carangiaro, oggi più conosciuto come vallone Amaradio. Il piccolo bacino è incastonato lungo lo spartiacque dei bacini del Simeto a est e del Salso a ovest.
Il sito del lago di Pergusa e i suoi immediati dintorni, per le sue caratteristiche, è da identificare con l'antica denominazione di Saline di Castrogiovanni note sin dal secolo XIV, il cui titolo feudale appartenne tra le altre alle famiglie Intorrella, Ventimiglia, Campolo e Stagno.

## Mitologia
Il lago di Pergusa rappresenta un ambiente di notevole interesse naturalistico e culturale, fin dalle epoche più remote; dalla mitologia greca agli scrittori d'ogni tempo: da Claudiano, Ovidio, Cicerone, Livio e Diodoro Siculo al poeta inglese John Milton e molti altri. Nel mondo classico fu il luogo dove si svolse il "ratto di Persefone" (Proserpina per i Romani), uno degli episodi mitologici più affascinanti ambientati a Pergusa. Il mito narra di Persefone, figlia di Demetra, che, mentre raccoglieva fiori nei pressi del lago, fu rapita dal dio degli Inferi, Ade, e fatta sua sposa. Demetra la cercò in lungo e largo per nove giorni; la dea della Fertilità trascurò così il suo dovere e le messi cominciarono a venir meno. Il decimo giorno, Zeus, preoccupato per la carestia cui poteva essere soggetto il genere umano, fece svelare a Demetra il luogo dove l'amata figlia era stata violentemente trascinata. In seguito alle disperate suppliche della madre, il padre degli dei acconsentì che madre e figlia potessero vivere insieme, ma solo per un periodo dell'anno (secondo il mito omerico, Persefone ritornava sulla terra, al fianco della madre, per sei mesi l'anno, mentre per i restanti sei tornava nell'Ade assieme al marito; il mito orfico, invece, ci racconta di quattro mesi trascorsi nel regno dei morti e di otto nel regno dei vivi). Demetra accettò la decisione, ma anche lei emanò una sentenza: quando il suo sguardo fosse stato lontano dall'amata figlia, il sorriso avesse abbandonato le sue labbra e la tristezza riempito il suo cuore, allora la stessa sorte sarebbe toccata alla terra, dando così origine all'autunno e all'inverno; con il ritorno di Persefone, invece, anche la terra avrebbe esultato della sua presenza, la vegetazione e la fertilità sarebbero riapparse, sarebbero sbocciati così i fiori, gli uccelli sarebbero tornati ai loro nidi, gli alberi avrebbero dato i loro frutti e gli uomini avrebbero giovato di tale ricchezza, dando origine, in tal modo, alla primavera e all'estate.

## Sport
Lungo la costa del lago si sviluppa l'Autodromo di Pergusa, un autodromo molto importante lungo circa 5 km. Costruito nel 1951, è stato scenario di prestigiosi eventi internazionali tra cui la Formula 1, il Campionato mondiale Superbike e la Targa Florio, cui hanno preso parte molti leggendari nomi del motorsport internazionale.

## Turismo

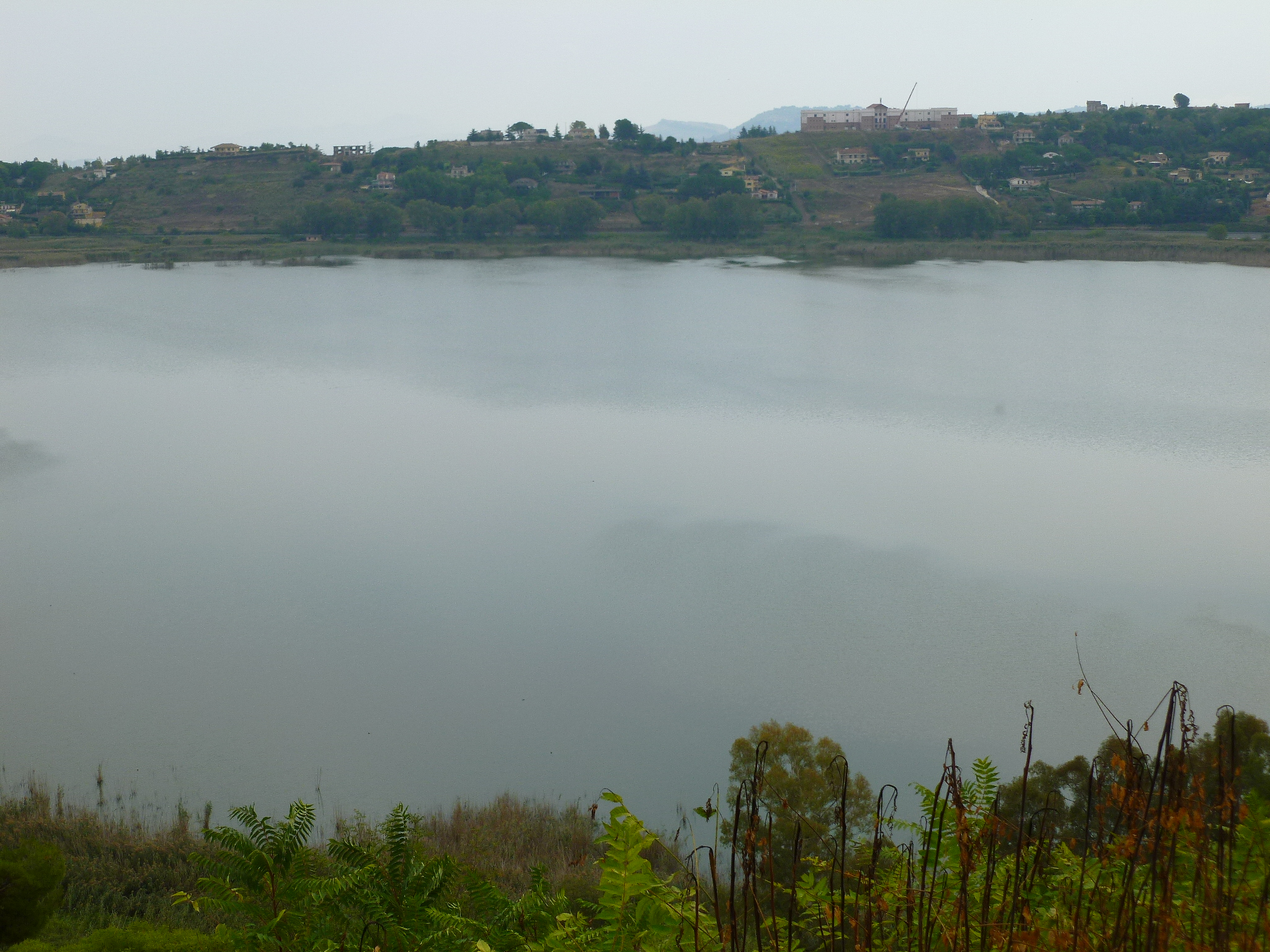
Il lago

Il lago è circondato da diversi hotel, agriturismi e bed and breakfast; la capacità ricettiva esclusivamente alberghiera della località è pari a circa 300 posti letto, vale a dire i tre quinti dei posti letto solo alberghieri disponibili a Enna.

## Fauna
Il bacino afferente ha una superficie di circa 12 km² e si estende a 667 metri di altitudine sul livello del mare. Lo specchio d'acqua è un'area nevralgica per la corrente migratoria paleoartica degli uccelli per la sua posizione geografica e per il fatto di essere un'oasi umida in un paesaggio per lunghi mesi dominato dalla siccità, rappresenta un'area nevralgica nella corrente migratoria di molte specie di uccelli, in quanto è situato lungo una delle principali rotte migratorie della regione paleartica occidentale. Il lago è l'habitat ideale per gli uccelli che compiono lunghe ore di volo ininterrotto sul mare da e verso l'Africa e durante la migrazione esso rappresenta un ottimo luogo di sosta per migliaia di uccelli acquatici. Nei mesi primaverili si possono ammirare garzette e aironi cenerini, nitticore e mignattai. Nel periodo invernale arrivano a svernare grossi gruppi di Anatidi tra cui l'alzavola, il mestolone e il fischione, nonché altri uccelli acquatici quali il moriglione e la folaga. Nelle zone fangose limitrofe alla riva si trovano spesso il chiurlo maggiore, il totano moro, la pettegola, la pavoncella e il beccaccino. Vi si trovano anche specie rare come il falco di palude e la moretta tabaccata ed è area di nidificazione della coturnice sicula. Oltre agli uccelli vi si trovano anche mammiferi (istrice e donnola), rettili (le tartarughe palustri) e anfibi (Bufo bufo e gli endemici Bufo siculus e Discoglossus pictus). Sensazionali avvistamenti recenti hanno confermato la presenza rarissima a Pergusa di esemplari in via d'estinzione in Italia come l'airone rosso, nell'ambito delle attività di birdwatching che hanno in questa riserva una delle oasi privilegiate a livello nazionale. Lo specchio lacustre è, inoltre, luogo di interessanti endemismi della microflora e della microfauna. Periodicamente il lago, per una sinergia tra alcuni degli organismi microscopici che in esso vivono, fa registrare un fenomeno unico al mondo: le sue acque si tingono di rosso sangue conferendo al paesaggio un aspetto di grande particolarità. Il protagonista è un copepode (Arctodiaptomus salinus), un piccolo "gambero" che, per difendersi dai raggi del sole estivo, si tinge di un pigmento rosso e si insedia in foltissime colonie sotto le piante acquatiche. Il pigmento si trasferisce poi all'acqua ai batteri che in essa vivono sino a trasformare lo specchio del lago in una sorta di vinaccia color mosto. Nel 2008 il lago è stato protagonista di una moria di pesci, in particolare la carpa, centinaia di pesci sono rimasti arenati sulle rive del lago. I risultati sugli esami compiuti dall'istituto Zooprofilattico di Palermo sulle carpe morte al lago di Pergusa parlano di lesioni interne causate dalle biotossine di un'alga. Tale fenomeno, probabilmente manifestatosi in altri momenti nella storia del lago, non è altro che uno squilibrio delle condizioni ecologiche del lago stesso a dimostrazione della grande fragilità dell'ambiente.

## Flora
Attorno al lago si stende la Selva Pergusina, gestita dall'Azienda regionale demaniale delle Foreste. Questa area, costituita inizialmente su un demanio feudale di proprietà della famiglia Militello, venne coltivata a bosco con la messa a dimora di specie alloctone e di conifere, alternate per formare le lettere DUX, in onore di Benito Mussolini, che del lago Pergusa aveva voluto la bonifica e che tra il 1936 e il 1937, ordinò la creazione dell'omonimo villaggio.
Oggi sotto le vecchie piante, già settantenni, crescono querce caducifoglie (come le roverelle) e sempreverdi (come i lecci), e un corteggio floristico estremamente vario con alaterni, perastri, e altri componenti della flora della foresta sempreverde mediterranea.
Anche altre aree risparmiate dalla densa utilizzazione umana della conca, quali l'ex demanio Geracello di Zagaria, ultimamente acquisito dalla Provincia di Enna, presentano aspetti abbastanza complessi della flora originaria mentre attorno al lago si è mantenuta una serie di fasce concentriche di formazioni più o meno igrofile che vedono crescere la Cannuccia palustre, il Giunco, la Calistegia, ecc.
Il lago di Pergusa è stato oggetto di studi da parte di grandi nomi della cultura italiana che hanno fatto questo passo verso l'adozione dei luoghi: Ruggero Leonardi, giornalista, già direttore di "Oasis" e di "Rendez-Vous Italia" ha scritto la fiaba "Il lago che diventava rosso"; l'entomologo Giorgio Celli ha curato una scheda di presentazione della fauna presente nel lago, mentre il simbolo della riserva è stato disegnato da un artista ennese di gran fama e di "fede" ambientalista, Alberto Cacciato, a quattro mani con il grafico Alessandro Amato (rappresenta un uomo - uccello nella cui sagoma si intravede il rosso del "lago di sangue"). In ultimo, il geografo e cartografo De Agostini sta lavorando a una carta della riserva. Adesso della gestione della Riserva naturale speciale Lago di Pergusa se ne occupa il libero consorzio comunale di Enna VIII settore Ambiente Territorio e Protezione civile Servizio Pianificazione del Territorio e Gestione Riserve Naturali.